# 賀世壽
賀世壽（1584年3月3日—17世紀），字函伯，號梧希，南直隸鎮江府丹陽縣人，明朝、南明政治人物。

## 生平
賀世壽本名賀烺，萬曆三十四年（1606年）中式應天鄉試舉人八十二名舉人，萬曆三十八年（1610年）會試中式第二十七名，成二甲第二十七名進士。授戶部主事，曾疏駁南京湖廣道御史周達斥責徐縉芳等人東林黨排斥異己，指出周達和御史徐兆魁、南京吏部侍郎史繼偕、首輔李廷機為一黨，藉機會除去不附和者，令史繼偕感到不安，自陳乞歸。陞員外郎、郎中，當時顧憲成、高攀龍被詆毀禁止講學，他兩次上疏爭論，言詞間侵犯吏部尚書趙煥，趙煥也因此引退，不久與他不和的齊楚浙黨勢力壯大，他也因故遭降級外調。
明光宗即位，賀烺得鄒元標推薦，起用為刑部主事，調禮部儀制司主事，天啟四年（1624年）被魏忠賢黨羽張訥彈劾罷官，同期盧承欽將東林黨人姓名罪狀列入榜，稱他為「敢死軍人」。魏忠賢被誅殺後，再起復他為戶部主事，改任兵部主客司，崇禎二年（1629年）以避皇太子朱慈烺改名賀世壽。不久再改任禮部儀制司署員外郎主事，次年（1630年）陞為光祿寺添注少卿，四年（1631年）轉太僕寺少卿管西路馬政，依附周延儒彈劾禮部尚書閔洪學，又依附溫體仁獲擢任通政使，到崇禎六年（1633年）以兵部右侍郎、僉都御史巡撫天津，十年（1637年）遷南京戶部侍郎。
十七年（1644年）北京失陷，弘光帝在南京即位，起用賀世壽為刑部左侍郎，曾指斥不應該封吳三桂公爵，很快晉為戶部尚書總督倉場，加太子少保。弘光元年（1645年）三月被吳希哲彈劾，告病回籍，阮大鋮秘密派人在長江劫掠他。隆武帝繼位，召用為南京工部尚書，很久後才在家去世。

## 家族
曾祖父兵馬副指揮、封戶部主事賀鎬，祖父嘉靖三十八年進士賀邦泰，父親中書舍人賀學仁，母親張氏，繼母徐氏，弟弟賀炌、賀焜，娶孫氏，子崇禎元年進士賀王盛。

## 引用
1. 1 2  錢海岳《南明史·卷四十三·列傳第十九》：賀世壽，本名烺，字函伯，丹陽人。萬曆三十八年進士。授戶部主事。南京御史周達疏論徐縉芳等附會東林，排斥異己。世壽疏駁，謂達疏本御史徐兆魁，兆魁又本南吏部侍郎史繼偕，繼偕謀接輔臣李廷機之脈，授意轉論，除不附己者。且聞繼偕子海上掠貨，為謀大拜地。繼偕遂不安乞歸。遷員外郎郎中。時方詆禁顧憲成、高攀龍之學，迭疏爭之，語侵冢宰趙煥，煥亦引去。齊、楚、浙三黨勢盛，稍持議論者，羣噪逐之。世壽與相持，坐是鐫級調外。光宗即位，以鄒元標薦，起刑部，改儀制。天啟四年，以奄黨張訥劾罷。未幾，盧承欽請將東林黨人姓名罪狀榜示海內，目世壽謂敢死軍人。魏忠賢誅，復起戶部，改禮部，旋陞光祿少卿，調太僕。黨周延儒，劾禮部尚書閔洪學罷去，己又附溫體仁，擢通政使。崇禎六年，以兵部右侍郎、僉都御史，巡撫天津。安宗立，入為刑部左侍郎，定從賊六等條例。時以吳三桂借兵復仇，功在社稷，晉封公爵。世壽疏言：「先帝神武，魁柄獨持，衹以求治不效，日夜焦迫，未免爵一人過其量，罪一人溢其罰。今日更化善治，莫若肅紀綱而慎刑賞。如三桂奮身血戰，仿佛李、郭，此乃可言功，拜爵方無愧。若乃口頭報國，豈遂干城，河上擁兵，曷不敵愾！恩數已盈，功名宜立，不則天下且謂人主不愛嚬笑而輕名器矣。臣願皇上申明國紀，為制治計。至於草澤語難，實煩有徒。未見兵勇殺賊，但見兵來虐民，小民不恨賊而恨兵，甘心舍順而從逆。不肖有司，日刑剝其民，而求為保障，必不可得。」旋晉戶部尚書總督倉場，加太子少保。明年三月，為吳希哲所劾，告病去，阮大鋮密遣人劫之江中。紹宗立，召南京工部尚書。久之，卒於家。子王盛，自有傳。
2. ↑  光緒《重修丹陽縣志·卷十四·選舉表》：明鄉舉……賀世壽 萬厯丙午，原名烺，見進士
3. ↑  《古今圖書集成·明倫彙編·人事典·名字部·卷四十四》：有明之制，太子、親王名俱令迴避，蓋失之不攷古也。崇禎二年，兵部主客司主事賀烺以避皇太子名，改名「世壽」。
4. ↑  《烈皇小識·卷二》：（崇禎三年二月初十日）儀制署司事員外賀世壽敘勞，升光祿寺少卿，尚書李騰芳加太子少保。
5. ↑  史語所藏鈔本《崇禎長編·卷三十一》：（崇禎三年二月戊辰）陞賀世壽為光祿寺添注少卿。
6. ↑  史語所藏鈔本《崇禎長編·卷四十八》：（崇禎四年七月）庚子陞賀世壽為太僕寺少卿，管西路馬政。
7. ↑  史語所藏鈔本《崇禎長編·卷六十四》：（崇禎五年十月乙丑）陞賀世壽為通政使。
8. ↑  《偏安排日事跡》·卷一：（崇禎十七年五月甲午）原任天津巡撫賀世壽為刑部左侍郎。
9. ↑  光緒《重修丹陽縣志·卷十九·仕進》：賀世壽，字函伯，萬厯庚戌進士，授戶部主事，陞郎中，時顧憲成、高攀龍講學東林，當事弗善也，力排之；世壽年少負意氣，兩疏爭之，語侵太宰趙煥，煥不自安引去，坐事鐫一級調外。光宗即位，用鄒元標薦，起為刑部主事，調禮部，逆璫用事遂歸；忠賢誅，復起戶部主事，改禮部，旋擢光祿寺少卿，轉太僕少卿，累遷通政使、兵部侍郎兼僉都御史巡撫天津，甲申晉戶部尚書致仕。
10. ↑  《萬曆三十八年庚戌科進士登科錄》：賀烺 貫直隸鎮江府丹陽縣軍籍，縣學生，治《書經》，字函伯，行十五，年二十七，正月二十二日生。曾祖鎬 兵馬副指揮，封戶部主事，祖邦泰 己未進士，江西按察使，父學仁 中書舍人，母張氏，繼母徐氏，嚴侍下，弟炌、焜，娶孫氏。應天府鄉試第八十二名，會試第二十七名。